# Colonia Roma

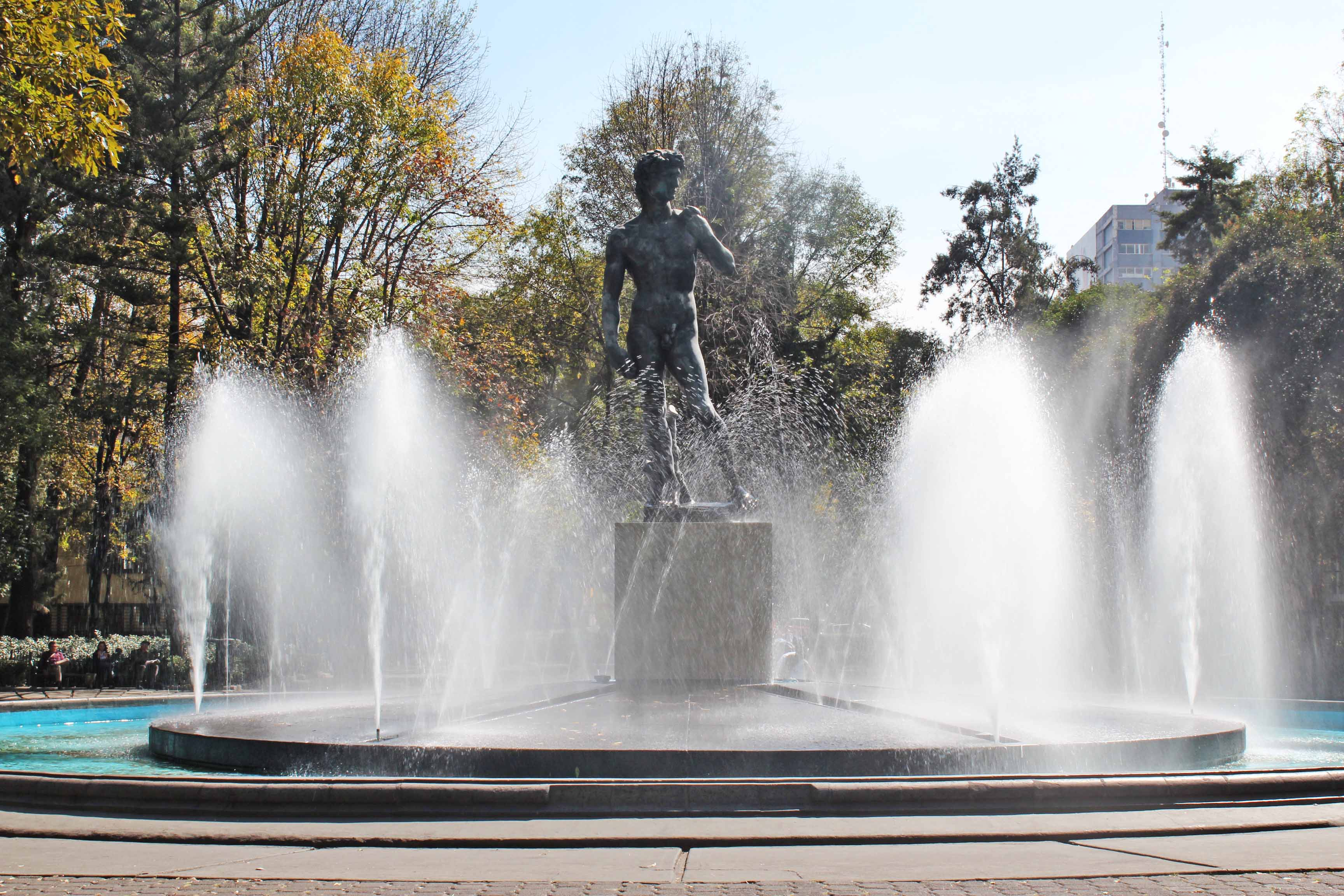
Eines der Symbole der Colonia Roma (Norte) ist Michelangelos David auf der Plaza Rio de Janeiro.

Die Colonia Roma ist ein Stadtviertel in der Delegación Cuauhtémoc in Mexiko-Stadt. 

## Lage
Die Colonia Roma befindet sich unmittelbar südlich der Zona Rosa und östlich der Colonia Condesa. Sie wird im Wesentlichen begrenzt durch die Avenida Chapultepec im Norden, die Avenida Insurgentes Sur im Westen, die Avenida Cuauhtémoc im Osten und den Viaducto Miguel Alemán im Süden. Die Avenida Coahuila trennt die Colonia Roma in die offiziellen Bezeichnungen Colonia Roma Norte und Colonia Roma Sur.

## Geschichte
Die Colonia Roma wurde zu Beginn des 20. Jahrhunderts als Wohnort für die Mittelschicht angelegt und wuchs fast gleichzeitig mit der benachbarten Colonia Condesa, deren Struktur der Colonia Roma ähnelt. Dabei haben sich die beiden Colonias Roma Norte und Roma Sur unterschiedlich entwickelt. 
Die Colonia Roma Norte gilt als hip und beherbergt eine Vielzahl von Bars und Restaurants. Dagegen ist die ursprünglich aristokratisch geprägte Colonia Roma Sur eher ein typisches Wohnviertel, in dem heute auch Immigranten aus anderen Ländern Lateinamerikas leben.